# Polideportivo Arnaldo Arocha
El Polideportivo El Paso "Arnaldo Arocha" también llamado simplemente "Estadio Polideportivo Arnardo Arocha" es un estadio multipropósito utilizado principalmente para la práctica de deportes como el fútbol y el atletismo. también se juega la liga guaicaipuro. Se localiza en la  urbanización Cecilio Acosta, del Sector El Paso en la ciudad de Los Teques, al oeste del Estado Miranda, en el centro-norte de Venezuela. Se trata de una propiedad pública administrada y mantenida por el gobierno del Estado Miranda. Recibe su nombre en honor del primer gobernador escogido en elecciones directas en ese estado en 1989, Arnaldo Arocha. Fue utilizado en los inicios del equipo Unión Deportiva Marítimo.